# Ситничанка
Ситничанка (пол. Sitniczanka, Sietnica) — гірська річка в Польщі, у Горлицькому повіті Малопольського воєводства. Ліва притока Ропи, (басейн Балтійського моря) .

## Опис
Довжина річки 17 км, найкоротша відстань між витоком і гирлом — 14,70  км, коефіцієнт звивистості річки — 1,16 . Формується багатьма безіменними потоками та частково каналізована.

## Розташування
Бере початок у Янікувці (частина села Сітниці) (гміна Беч). Тече переважно на південний схід через Сітницю, Фішти, Фірлічувку, Падоли, Нагуже, Рожновиці, Радлавіце, Бінарову і у місті Беч впадає у річку Ропу, ліву притоку Вислоки.

## Цікаві факти
- У місті Бич річку перетинає автошлях  28[3].
- Понад річкою проходить автошлях місцевого значення № 980[3].